# Yūgo Ishikawa
Yūgo Ishikawa (石川優吾 Yūgo Ishikawa ?, nacido el  9 de febrero, 1960 en Shijonawate, Osaka, Japón) es un  mangaka japonés. Ishikawa hizo su debut en el ámbito profesional con el trabajo Kakumei Route 163 en el año 1982 en la revista Young Jump. Principalmente trabaja para Shōgakukan publicando para revistas seinen como la Big Comic Superior o la Weekly Young Sunday, aunque también ha publicado para Shūeisha.
Ishikawa es más conocido por sus series Yoiko, Fighting Beauty Wulong y Kappa no Kaikata, que fueron adaptados al anime. Aunque en España es principalmente conocido por Sprite, su única obra publicada en español, que desde 2016 está siendo editada por Ivrea.

## Trabajos
- Tanki (童乱＜タンキー＞?) (Dibujante, Guion: Ryōsuke Arai) (1990-1992, Business Jump)
- Orei wa Mite no Okaeri (お礼は見てのお帰り?) (1994-1998, Big Comic Superior)
- Yoiko (よいこ?) (1998-2001, Big Comic Spirits)
- Soda-mura no Sonchō-san (ソーダ村の村長さん?) (1999-2001, Big Comic Superior)
- Do! Rill!! (どりる?) (2001-2002, Weekly Shōnen Sunday)
- Fighting Beauty Wulong (格闘美神 武龍?) (2002-2007, Weekly Young Sunday)
- Kappa no Kaikata (カッパの飼い方?) (2003-2010, Weekly Young Jump)
- Konaki Jijī no Kaikata (子泣きじじいの飼い方?) (2008-2010, Weekly Young Jump)
- Sprite (スプライト?) (2009-2015, Big Comic Superior)
- Hotto Dog (ほっとDog?) (2010, Oh SUPER JUMP)
- Wonderland (ワンダーランド?) (2015-2017, Big Comic Superior)
- Kyou kara zombie! (今日からゾンビ!?) (Guionista, Dibujo: Tsukasa Araki) (2016-2017, Big Comic Superior)
- BABEL (BABEL?) (2017-, Big Comic Superior)